# Versione alfa
La versione alfa o alpha, in informatica, individua un software che è in fase di sviluppo, le cui funzionalità non sono ancora state completamente implementate e che presenta sicuramente una lunga serie di bug che dovranno essere risolti. L'ordine delle versioni di un software sono pre-alfa, alfa, beta, gamma, RC, RTM.

## Descrizione
Solitamente durante lo sviluppo di un software vengono realizzate diverse versioni alpha, in alcuni casi (soprattutto nel caso di software open source) pubbliche, per introdurre nuove caratteristiche del software delle quali è necessario controllare il funzionamento a fondo. Le versioni alpha sono quindi da considerare incomplete e mancanti di alcune funzionalità e, spesso, instabili e perciò non adatte all'utente finale.
La successiva fase di sviluppo è la beta, una fase in cui il software ha acquisito quasi tutte le funzionalità finali e necessita delle rifiniture.